# Ralf Rothmann
Pour l’article ayant un titre homophone, voir Rothman.
Parfois aussi orthographié avec deux N[pas clair]
Ne doit pas être confondu avec Göran Rothman.
 (juin 2025).
Si vous disposez d'ouvrages ou d'articles de référence ou si vous connaissez des sites web de qualité traitant du thème abordé ici, merci de compléter l'article en donnant les références utiles à sa vérifiabilité et en les liant à la section « Notes et références ».
Ralf Rothmann (né le 10 mai 1953 à Schleswig, dans le Schleswig-Holstein) est un écrivain allemand contemporain, romancier et auteur de nouvelles.

## Biographie
Ralf Rothmann a passé son enfance dans la région de la Ruhr. Il vit depuis 1976 à Berlin.
Ralf Rothmann fait partie des auteurs allemands les plus affirmés de la République d'Allemagne[réf. nécessaire]. Un des thèmes de ses romans en partie autobiographiques est la vie dans le milieu des petits-bourgeois ou des prolétariens allemands, par exemple la vie d'un ouvrier allemand ou bien d'un adolescent dans la Ruhr.

## Œuvres
- 1986 : Messers Schneide, nouvelle, 1986
- 1987 : Kratzer und andere Gedichte, 1987
- 1988 : Der Windfisch, nouvelles, Suhrkamp Verlag •  (ISBN 978-3-51840-129-3)
- 1991 : Stier, roman, Suhrkamp Verlag •  (ISBN 978-3-51840-383-9)
- 1994 : Wäldernacht, roman, 1994
- 1997 : Berlin Blues, pièce de théâtre, 1997
- 1998 : Flieh, mein Freund !, roman, 1998
- 2000 : Milch und Kohle, roman, Suhrkamp Verlag •  (ISBN 978-3-51822-440-3)
- 2000 : Gebet in Ruinen, poèmes, 2000
- 2001 : Ein Winter unter Hirschen, nouvelles, 2001
- 2003 : Hitze, roman, 2003
- 2004 : Junges Licht, roman, Suhrkamp Verlag •  (ISBN 978-3-51845-754-2)
- 2006 : Rehe am Meer, nouvelles, Suhrkamp Verlag •  (ISBN 978-3-51841-825-3)
- 2009 : Feuer brennt nicht, roman, 303 p., Suhrkamp Verlag •  (ISBN 978-3-51842-063-8)
- 2015 : Im Frühling sterben, roman, Suhrkamp Verlag •  (ISBN 978-3-51845-754-2)
- 2019 : Der Gott jenes Sommers, roman, 254 p., Suhrkamp Verlag •  (ISBN 978-3-51846-959-0)

### Œuvres traduites en français
- 2008 : Lait et Charbon (Milch und Kohle, 2000), roman, traduction Éric Dortu, Éditions de Corlevour •  (ISBN 978-2-91601-025-0)
- 2016 : Mourir au printemps (Im Frühling sterben, 2015), roman, traduction Laurence Courtois, 234 p., Éditions Denoël •  (ISBN 978-2-20713-184-8)

### Junges Licht
Ce roman, littéralement en français Jeune Lumière, décrit les vacances d'été de Julian, fils de mineur de 12 ans et dans un deuxième plan narratif le travail du père durant des jours. Le monde des mineurs et de leurs enfants vers 1960 y paraît fondamental vu de la perspective du garçon. Rothmann a reçu pour ce roman en 2004 le Wilhelm-Raabe-Preis (prix Wilhelm-Raabe), qui est conféré par Deutschlandradio et la ville de Brunswick.
L'année scolaire prend fin pour Julian avec des coups venant de l'enseignant et de la mère, parce qu'il ne termine pas les problèmes de calcul. Contrairement au fils du propriétaire il sait que dans le coron il n'ira pas au collège. Également pour aller en vacances avec toute la famille, l'argent ne suffit pas, de sorte que Julian doit rester avec son père seuls à la maison, tandis que sa mère et la petite [… ] sœur Sophie passeront les vacances chez les grands-parents.
Dans le petit monde du coron chacun connaît chacun, tous souffrent de problèmes financiers, les relations entre adultes et enfants apparaissent comme ratées et sadiques. Par exemple sa mère fumant cigarette sur cigarette, frappe brutalement son fils et l'humilie, en le forçant à se déshabiller devant la fille du propriétaire âgée de 15 ans, parce qu'elle veut laver son pantalon. Le propriétaire, également mineur, traque les garçons du lotissement de manière suspecte. La fille du voisin qui habite une chambre dans le logement de la famille de Julian, confronte le garçon à des allusions sexuelles, amène un amant dans le logement, quand le père de Julian est en service en équipe de nuit. Enfin, elle commence une relation avec le père, sur quoi la famille doit quitter le logement.
Malgré tous ces fardeaux, les enfants se construisent leur propre « contremonde » comme par exemple le « club des animaux » de Julian dans un vieux wagon de construction ou bien la cabane en bois d'une autre bande d'adolescents. Julian trouve refuge sur le terrain de M. Pomrehm, veuf, il s'y trouve des lapins de garenne et une perruche, mais surtout un chien. L'alcoolique Pomrehm apparaît donc comme un des seuls adultes qui observe de manière attentionnée le monde des adolescents et trouve un langage qu'ils peuvent comprendre. Mais ce contremonde est toujours en danger. Pomrehm menace d'expulsion, d'autres enfants détruisent le club d'animaux, mais aussi les autres camarades du club d'animaux semblent abrutis et n'acceptent Julian que lorsque celui-ci apporte des cigarettes volées à sa mère.

## Récompenses et distinctions
- 1986 : Märkisches Stipendium für Literatur
- 1992 : Stadtschreiber von Bergen
- 2002 : Prix Kranichsteiner
- 2004 : Wilhelm Raabe Literature Prize
- 2005 : Prix Heinrich Böll
- 2006 : Prix Max-Frisch
- 2008 : Prix Hans-Fallada
- 2008 : Prix littéraire de la Fondation Konrad Adenauer
- 2010 : Prix Walter-Hasenclever
- 2013 : Prix Friedrich Hölderlin de la ville de Bad Homburg
- 2014 : Prix artistique et culturel de la Conférence épiscopale allemande (Kunst- und Kulturpreis der deutschen Katholiken)
- 2016 : Stefan-Andres-Preis
- 2017 : Prix Gerty-Spies
- 2017 : Prix Kleist